# جان هولدن
جان هولدن (بالإنجليزية: Jean Holden)‏ هي عازفة الجاز ومدربة صوتي أمريكية، ولدت في 2 فبراير 1940.

## وصلات خارجية
- الموقع الرسمي